# Autonomní morálka
Autonomní morálka je pojem používaný v morální filosofii Immanuela Kanta. Její pravidla si člověk určuje nebo přijímá sám na základě rozumu a svědomí, na rozdíl od morálky heteronomní, určené nějakým účelem nebo stanovené a případně i vymáhané cizí autoritou. Kant se tím vymezoval hlavně proti účelovému zdůvodnění morálky, jak ji v jeho době chápal zejména hédonismus (účelem morálky je individuální blaho a příjemný život) nebo utilitarismus, podle něhož je účelem morálky co největší štěstí pro co největší počet lidí. Morálka podle Kanta je autonomní v tom, že jednak nemá žádný vnější účel, jednak že je založena pouze na tom, k čemu všechny lidi nutí jejich společný praktický rozum. Kant ovšem zároveň považoval autoritu státu jako záruky bezpečí, svobody a práva za rozumově nutnou, takže stát není jen výsledek společenské smlouvy, ale každý člověk je naopak povinen být řádným občanem svého státu, proti němuž se nemůže nikdy postavit.